# 前田治 (陸軍軍人)
前田 治（まえだ おさむ、1887年（明治20年）4月27日 - 1940年（昭和15年）5月21日）は、大日本帝国陸軍軍人。最終階級は陸軍中将。功三級

## 経歴
1887年（明治20年）に兵庫県で生まれた。陸軍士官学校第19期、陸軍大学校第32期卒業。1931年（昭和6年）8月に陸軍砲兵大佐に進級し、野砲兵第3連隊長に就任した。1932年（昭和7年）に陸軍重砲兵学校教官に転じ、1933年（昭和8年）に砲兵監部員、1934年（昭和9年）に陸軍省兵器局銃砲課長、1935年（昭和10年）に陸軍重砲兵学校幹事を歴任した。
1936年（昭和11年）3月に陸軍少将に進級し、1937年（昭和12年）に野戦重砲兵第2旅団長に着任。1938年（昭和13年）3月1日に陸軍造兵廠総務部長に転じ、7月15日に陸軍野戦砲兵学校長に就任した。1939年（昭和14年）3月9日に陸軍中将に進級し、新設された第35師団長に親補され、日中戦争に出動。黄河北岸の新郷に駐屯し、魯南作戦などで指揮を執ったが、在職中の1940年（昭和15年）5月21日に北支で死去。

## 栄典
勲章
- 1939年（昭和14年）4月13日  - 勲二等瑞宝章[5]